# Umeå (commune)
La commune d'Umeå est une commune suédoise du comté de Västerbotten. 120 058 personnes y vivent. Son chef-lieu se situe à Umeå.

## Localités principales
- Brännland
- Bullmark
- Ersmark
- Flukmark
- Hissjön
- Holmsund
- Hörnefors
- Innertavle
- Obbola
- Röbäck
- Sävar
- Sörfors
- Sörmjöle
- Stöcke
- Stöcksjö
- Täfteå
- Tavelsjö
- Tomtebo
- Umeå
- Västibyn

## Administration

### Jumelages
La commune est jumelée avec :
- Wurtzbourg (Allemagne)
- Vaasa Vasa (Finlande)
- Harstad (Norvège)
- Elseneur Helsingør (Danemark)
- Petrozavodsk (Russie)
- Saskatoon (Canada)
- Oxford (Angleterre)
- Kashan (Iran)